# Futbol'nyj Klub Volyn' 2011-2012
Questa voce raccoglie le informazioni riguardanti il Futbol'nyj Klub Volyn' nelle competizioni ufficiali della stagione 2011-2012.

## Rosa
| N. |                               | Ruolo | Calciatore         |
| -- | ----------------------------- | ----- | ------------------ |
| 1  | Ucraina (bandiera)            | P     | Vsevolod Romanenko |
| 3  | Ucraina (bandiera)            | D     | Serhiy Siminin     |
| 4  | Ucraina (bandiera)            | D     | Bohdan Karkovskyi  |
| 5  | Brasile (bandiera)            | C     | Ramon              |
| 6  | Macedonia del Nord (bandiera) | D     | Vanče Šikov        |
| 7  | Brasile (bandiera)            | A     | Thiago Schumacher  |
| 8  | Ucraina (bandiera)            | C     | Ihor Skoba         |
| 9  | Ucraina (bandiera)            | C     | Oleh Herasymyuk    |
| 10 | Ucraina (bandiera)            | C     | Vyacheslav Sharpar |
| 13 | Brasile (bandiera)            | C     | Goeber             |
| 14 | Slovacchia (bandiera)         | D     | Ján Maslo          |
| 17 | Ucraina (bandiera)            | A     | Jevhen Pavlov      |
| 18 | Ucraina (bandiera)            | C     | Vitalij Pryndeta   |
| 19 | Ucraina (bandiera)            | A     | Oleksij Babyr      |
| 20 | Brasile (bandiera)            | A     | Maicon             |

| N. |                     | Ruolo | Calciatore          |
| -- | ------------------- | ----- | ------------------- |
| 21 | Ucraina (bandiera)  | C     | Yaroslav Kinash     |
| 22 | Ucraina (bandiera)  | P     | Vitaliy Postranskyi |
| 24 | Romania (bandiera)  | D     | Silviu Izvoranu     |
| 26 | Croazia (bandiera)  | D     | Dino Drpić          |
| 28 | Ucraina (bandiera)  | C     | Roman Karasjuk      |
| 29 | Ucraina (bandiera)  | D     | Andrij Hrynčenko    |
| 31 | Ucraina (bandiera)  | C     | Yevhen Pichkur      |
| 32 | Russia (bandiera)   | D     | Dmitri Smirnov      |
| 35 | Serbia (bandiera)   | C     | Saša Stević         |
| 36 | Ucraina (bandiera)  | D     | Roman Hodovanyi     |
| 42 | Ucraina (bandiera)  | P     | Vitaliy Nedilko     |
| 77 | Romania (bandiera)  | D     | Cornel Buta         |
| 78 | Ucraina (bandiera)  | P     | Serhiy Lytovčenko   |
| 88 | Slovenia (bandiera) | C     | Dalibor Stevanovič  |
| 89 | Ucraina (bandiera)  | C     | Vyacheslav Akimov   |